# Algimia de Almonacid (kommunhuvudort)
Algimia de Almonacid är en kommunhuvudort i Spanien.   Den ligger i provinsen Província de Castelló och regionen Valencia, i den östra delen av landet, 280 km öster om huvudstaden Madrid. Algimia de Almonacid ligger 529 meter över havet och antalet invånare är 267.
Terrängen runt Algimia de Almonacid är kuperad. Runt Algimia de Almonacid är det glesbefolkat, med 15 invånare per kvadratkilometer. Närmaste större samhälle är Onda, 15,7 km öster om Algimia de Almonacid. 